# Jennifer Daskal
Jennifer C. Daskal (nacida en 1972) es profesora de derecho y directora de la facultad del Programa de Tecnología, Derecho y Seguridad en el Washington College of Law de la Universidad Americana en Washington D. C. Su trabajo se centra en el terrorismo, la seguridad nacional, la censura y el derecho penal.
Anteriormente se desempeñó como abogada de Human Rights Watch, donde se centró en cuestiones similares. También trabajó en el Departamento de Justicia de los Estados Unidos durante la administración Obama, que buscaba procesar a sospechosos de terrorismo a través del sistema de justicia penal en lugar de a través de tribunales militares.

## Carrera
Daskal, graduada de la Escuela de Derecho Harvard, la Universidad de Cambridge y la Universidad Brown y becaria Marshall, atrajo atención después de viajar a los países a los que habían sido liberados los sospechosos de yijadismo del centro de detención de Guantánamo capturados durante la guerra contra el terror para verificar que esos países cumplían con los compromisos que habían asumido con el gobierno federal de los Estados Unidos de respetar los derechos humanos de los presidiarios liberados.
Por su labor por los presidiarios, formó parte de la controversia de los "Siete de Al Qaeda," los abogados que pasaron de defender yijadistas a ser empleados federales que decidían las políticas del gobierno sobre los yijadistas: en  febrero de 2010, el New York Post reportó que Daskal, Neal Katyal, y otros abogados de los detenidos de Guantánamo habían sido contratados por Obama para ser abogados del Departamento de Justicia de Estados Unidos. Una víctima de los atentados del 11 de septiembre de 2001 criticó la decisión, diciendo que era equivalente a contratar a «abogados de Al Qaeda». Daskal fuese contratada por la División de Seguridad Nacional del Departamento de Justicia de Estados Unidos en julio de 2009, y luego nuevamente en enero de 2010.
Daskal es profesora de derecho en la Universidad Americana. 
En abril de 2022, se anunció que Daskal era miembro de la Junta de Gobernanza de Desinformación del Departamento de Seguridad Nacional de los Estados Unidos. Daskal codirigió la Junta de Gobernanza de Desinformación inmediatamente después de su constitución, y codesarrolló la Constitución de la Junta de Gobernanza de Desinformación.

## Crítica
Matt Ehling cuestionó las recomendaciones de Daskal cuando era empleada de la presidencia de Obama sobre asesinato selectivo por parte del gabinete presidencial de los Estados Unidos, alegando Ehlinhg que, una vez institucionalizadas, podrían desencadenar abusos problemáticos, como por ejemplo, asesinatos dentro de los EE. UU.